# Nicolas Samuel de Treytorrens
Nicolas Samuel de Treytorrens (* 2. April 1671 in Montet bei Cudrefin; † 1728 in Berleburg in der Grafschaft Sayn-Wittgenstein) war ein Schweizer Pietist.

## Leben

### Familie
Er war der Sohn des Kastellans, Gerichtsherrn und Bürgermeisters von Cudrefin Benedict de Treytorrens (* 28. Oktober 1633 in Cudrefin; † 8. März 1678) und dessen Ehefrau Madeleine (geb. de Borsen). Er hatte einen Bruder.
Er blieb zeit seines Lebens unverheiratet.

### Werdegang
Über die Ausbildung von Nicolas Samuel de Treytorrens ist wenig bekannt, aber er besuchte möglicherweise das Gymnasium in Payerne und wahrscheinlich dasjenige von Neuenburg (heute: Gymnasium am Münsterplatz).
1697 war er als Bürgermeister von Cudrefin tätig.
Er emigrierte vermutlich 1703 als Pietist nach Schwarzenau in der Grafschaft Sayn-Wittgenstein und liess sich 1715 in Bern nieder. 1717 wurde er wegen seiner Verteidigung der Pietisten und Täufer lebenslänglich aus bernischem Gebiet verbannt; im selben Jahr veröffentlichte er seine Schrift Lettre missive, in der er die religiöse Intoleranz der bernischen Obrigkeit heftig kritisierte.
1723 erfolgte seine Verbannung aus Basel.
Er stand mit Johann Heinrich Müslin, einem Nachkommen des Reformators Wolfgang Musculus, in Kontakt, den er vermutlich in Schwarzenau kennengelernt hatte.

### Gesellschaftliches Wirken
Nicolas Samuel de Treytorrens setzte sich für die unterdrückten Berner Mennoniten ein, insbesondere für diejenigen, die zum Dienst auf den sizilianischen Galeeren deportiert worden waren (siehe auch Galeerenstrafe). Im Amsterdamer Mennonitenarchiv befinden sich zwei Briefe von ihm an das niederländische mennonitische Komitee für auswärtige Angelegenheiten in Amsterdam, der erste undatiert, der andere datiert vom 15. November 1715, und auch Kopien einiger seiner Briefe an den Prediger Goossen Goyen in Krefeld und an Oberst Karl Hackbrett in Bern. Sie enthalten Informationen über seine Bemühungen um die Befreiung der mennonitischen Gefangenen, die sich in Palermo auf Sizilien befanden. Hierbei erhielt er auch die Unterstützung der Berner Behörden, indem sie Briefe an den König von Sizilien schickten.
Nachdem es Oberst Karl Hackbrett gelungen war, sich mit dem sizilianischen König hierüber zu verständigen und drei Galeerensklaven zu befreien, unternahm Nicolas Samuel de Treytorrens eine Reise nach Nizza in Frankreich, um diese Galeerensklaven abzuholen. Er bezahlte dabei die beträchtlichen Kosten für ihre Rückkehr in die Schweiz und begleitete sie auf der Reise.
Anfang November 1715 besuchte er etwa 40 Mennoniten im Gefängnis von Bern und setzte sich bei den Berner Behörden für deren Freilassung ein. Daraufhin wurde er selbst verhaftet und nach einigen Tagen gegen Zahlung einer Geldstrafe freigelassen. Später wurde er wegen Ketzerei angeklagt und lebenslang aus dem Gebiet von Bern verbannt.

## Schriften (Auswahl)
- Lettre missiue escrite à Leurs Excellences de Berne en Suisse par un de leur sujet. 1717.
- Traitté où est contenu la manière que les premiers chretiens se comportoyent à l’égard de tout leur extérieur de religion, comparé à celluy d'aprésent. 1717.